# Armando Riveiro
Armando (bürgerlich Armando Riveiro de Aguilar Malda; * 16. Januar 1971 in Sopelana, Spanien) ist ein ehemaliger baskischer Fußballspieler, der zuletzt bei Athletic Bilbao in der spanischen Primera División aktiv war.

## Spielerkarriere
Der Routinier Armando spielte in seiner Jugend unter anderem für den Traditionsverein Sporting Gijón. Dort konnte er sich in der 2. Mannschaft jedoch nicht durchsetzen, so dass der Wechsel zu Club Bermeo folgte, einem unterklassigen Provinzteam. Doch ausgerechnet dort wurde er von Deportivo Alavés entdeckt. In den folgenden drei Jahren (als 3. Torwart) kam er nur auf vier Profieinsätze. Nach einer Saison als Ersatzkeeper bei Barakaldo CF kam dann der späte Durchbruch. Mit 28 Jahren wurde er Stammkeeper beim damaligen 3. Ligisten FC Cádiz, mit dem er den Durchmarsch in die Primera División schaffte, auch wenn man in der folgenden Saison wieder abstieg.
Nach 8 ½ Jahren wurde der Baske Armando vom legendären Basken-Club Athletic Bilbao als Ersatz für den langzeitverletzten Gorka Iraizoz verpflichtet. Nach eigenen Worten ist es für Armando „das größte in seiner Karriere, was ihm je passiert ist“.
Nach der Saison 2009/10 beendete Armando seine Karriere.

### Besonderes
Das Spiel Betis-Athletic während der Saison 2007/08 musste vorzeitig abgebrochen werden, da Armando durch den Flaschenwurf eines Zuschauers schwer verletzt wurde.